# استان قاهره
استان قاهره (به عربی: محافظة قاهره) از استان‌های کشور مصر است.

## شهرها
| استان     | شهرستان            | جمعیت (۲۰۰۱) | مساحت (کیلومتر²) | تراکم جمعیت (نفر/کیلومتر²) |
| --------- | ------------------ | ------------ | ---------------- | -------------------------- |
| قاهره     | نزهه               | ۱۶۷۴۰۰       | ۱۶۱۰۵            | ۱۵۴                        |
| قاهره     | مصر الجدیده        | ۱۳۰۵۰۰       | ۱۹۱۳۰            | ۱۹۰                        |
| قاهره     | مدینه نصر - شرق    | ۳۱۴۶۰۰       | ۱۵۱۵۲            | ۲۴۷                        |
| قاهره     | مدینه نصر - غرب    | ۱۱۱۰۰۰       | ۱۵۳۵۹            | ۱۶۸                        |
| قاهره     | المعادی            | ۱۴۸۶۰۰       | ۱۰۸۰۷            | ۴۵۱                        |
| قاهره     | وایلی              | ۱۶۹۱۰۰       | ۱۱۳۹۱            | ۳۸۷                        |
| قاهره     | زیتون              | ۳۴۸۹۰۰       | ۲۱۷              | ۱۶۹۸۸                      |
| قاهره     | عابدین             | ۸۵۳۰۰        | ۱۱۸۲۳            | ۲۹۴                        |
| قاهره     | غرب القاهره        | ۱۱۱۵۰۰       | ۱۶۰۲۹            | ۱۶۰                        |
| قاهره     | بساتین و دارالسلام | ۷۱۹۸۰۰       | ۸۷۲۷             | ۴۸۳                        |
| قاهره     | حلوان              | ۵۸۰۰۰۰       | ۱۷۶۵۸            | ۱۹۹                        |
| قاهره     | مطریه              | ۵۳۸۱۰۰       | ۱۸۴۳۲            | ۱۹۰                        |
| قاهره     | عین شمس            | ۵۰۶۱۰۰       | ۹۶۹۹             | ۲۷۴                        |
| قاهره     | سلام               | ۳۸۵۲۰۰       | ۱۴۲۴۰            | ۲۲۷                        |
| قاهره     | ساحل               | ۳۶۰۲۰۰       | ۱۳۰۷۶            | ۲۰۳                        |
| قاهره     | زاویه الحمراء      | ۳۳۰۳۰۰       | ۷۹۵۶             | ۲۹۴                        |
| قاهره     | حدائق القبه        | ۳۰۵۴۹۴۱      | ۳۲۸۵۰۰           | ۱۷۳                        |
| قاهره     | مرج                | ۲۷۱۶۰۰       | ۷۴۹۳             | ۴۶۸                        |
| قاهره     | شرابیه             | ۲۶۶۹۰۰       | ۱۴۲۴۰            | ۲۲۷                        |
| قاهره     | مصر القدیمه        | ۲۴۶۷۰۰       | ۱۴۲۴۰            | ۲۲۷                        |
| قاهره     | خلیفه و المقطم     | ۲۰۶۲۰۰       | ۱۴۲۴۰            | ۲۲۷                        |
| قاهره     | روض الفرج          | ۱۹۲۲۰۰       | ۱۴۲۴۰            | ۲۲۷                        |
| قاهره     | منشاه ناصر         | ۱۸۱۲۰۰       | ۱۴۲۴۰            | ۲۲۷                        |
| قاهره     | سیده زینب          | ۱۶۸۴۰۰       | ۱۴۲۴۰            | ۲۲۷                        |
| قاهره     | وسط القاهره        | ۱۴۸۴۰۰       | ۱۴۲۴۰            | ۲۲۷                        |
| قاهره     | تبین               | ۱۳۴۸۰۰       | ۱۴۲۴۰            | ۲۲۷                        |
| قاهره     | باب‌الشعریه         | ۶۴۷۰۰        | ۱۴۲۴۰            | ۲۲۷                        |
| قاهره     | موسکی              | ۳۰۸۰۰        | ۱۴۲۴۰            | ۲۲۷                        |
| قاهره     | شبرا               | ۱۹۰۰۰۰۰      | ۱۴۲۴۰            | ۲۲۷                        |
| جمع استان |                    | ۱۱٬۸۷۳٬۴۴۱   | ۴٬۴۸۲٫۸          | ۱۶۹۸۸                      |